# Thesium lesliei
Thesium lesliei är en sandelträdsväxtart som beskrevs av N. E. Brown. Thesium lesliei ingår i släktet spindelörter, och familjen sandelträdsväxter. Inga underarter finns listade i Catalogue of Life.